# Turquie aux Jeux olympiques d'été de 2016
La Turquie participe aux Jeux olympiques d'été de 2016 à Rio de Janeiro au Brésil du 5 au 21 août 2016. Il s'agit de sa 22e participation à des Jeux olympiques d'été. Elle termine la compétition 41e avec 8 médailles essentiellement en lutte.

## Athlétisme
Le 18 août, Yasmani Copello remporte une médaille de bronze en 400 mètres haies.

### Course
| Athlètes                                                   | Compétition           | Série          | Série | Demi-Finales | Demi-Finales | Finale          | Finale             |
| ---------------------------------------------------------- | --------------------- | -------------- | ----- | ------------ | ------------ | --------------- | ------------------ |
| Athlètes                                                   | Compétition           | Temps          | Rang  | Temps        | Rang         | Temps           | Rang               |
| Jak Ali Harvey                                             | 100 mètres            | 10 s 14        | 2e    | 10 s 03      | 4e           | Eliminé         | Eliminé            |
| Ramil Guliyev                                              | 200 mètres            | 20 s 23        | 2e    | 20 s 09      | 4e           | 20 s 43         | 8e                 |
| Jak Ali Harvey                                             | 200 mètres            | 20 s 58        | 6e    | Eliminé      | Eliminé      | Eliminé         | Eliminé            |
| İlham Tanui Özbilen                                        | 1 500 mètres          | 3 min 49 s 02  | 13e   | Eliminé      | Eliminé      | Eliminé         | Eliminé            |
| Ali Kaya                                                   | 5 000 mètres          | 14 min 05 s 34 | 19e   | NC           | NC           | Eliminé         | Eliminé            |
| Polat Kemboi Arıkan                                        | 10 000 mètres         | NC             | NC    | NC           | NC           | 27 min 35 s 50  | 13e                |
| Ali Kaya                                                   | 10 000 mètres         | NC             | NC    | NC           | NC           | DNF             | /                  |
| Kaan Kigen Özbilen                                         | Marathon              | NC             | NC    | NC           | NC           | 2 h 14 min 11 s | 17e                |
| Ercan Muslu                                                | Marathon              | NC             | NC    | NC           | NC           | 2 h 18 min 40 s | 51e                |
| Bekir Karayel                                              | Marathon              | NC             | NC    | NC           | NC           | 2 h 31 min 27 s | 126e               |
| Yasmani Copello                                            | 400 mètres haies      | 49 s 52        | 1er   | 48 s 61      | 3e           | 47 s 92         | Médaille de bronze |
| Halil Akkaş                                                | 3 000 mètres steeple  | 8 min 33 s 12  | 7e    | NC           | NC           | Eliminé         | Eliminé            |
| Aras Kaya                                                  | 3 000 mètres steeple  | 8 min 32 s 35  | 8e    | NC           | NC           | Eliminé         | Eliminé            |
| Tarık Langat Akdağ                                         | 3 000 mètres steeple  | DNF            | /     | NC           | NC           | Eliminé         | Eliminé            |
| İzzet Safer Jak Ali Harvey Emre Zafer Barnes Ramil Guliyev | Relais 4 × 100 mètres | 38 s 30        | 4e    | NC           | NC           | Eliminé         | Eliminé            |
| Ersin Tacir                                                | 20 km marche          | NC             | NC    | NC           | NC           | 1 h 22 min 53 s | 30e                |
| Mert Atli                                                  | 20 km marche          | NC             | NC    | NC           | NC           | 1 h 31 min 36 s | 62e                |

#### Concours
| Athlètes        | Compétitions      | Série    | Série | Finale   | Finale  |
| --------------- | ----------------- | -------- | ----- | -------- | ------- |
| Athlètes        | Compétitions      | Résultat | Rang  | Résultat | Rang    |
| Şeref Osmanoğlu | Triple saut       | NM       | /     | Eliminé  | Eliminé |
| Eşref Apak      | Lancer du marteau | 70,08 m  | 24e   | Eliminé  | Eliminé |

### Femme

#### Course
| Athlètes       | Compétitions         | Série          | Série | Demi-Finales | Demi-Finales | Finale          | Finale  |
| -------------- | -------------------- | -------------- | ----- | ------------ | ------------ | --------------- | ------- |
| Athlètes       | Compétitions         | Temps          | Rang  | Temps        | Rang         | Temps           | Rang    |
| Yasemin Can    | 5 000 mètres         | 15 min 19 s 50 | 2e    | NC           | NC           | 14 min 56 s 96  | 6e      |
| Yasemin Can    | 10 000 mètres        | NC             | NC    | NC           | NC           | 30 min 26 s 41  | 7e      |
| Esma Aydemir   | Marathon             | NC             | NC    | NC           | NC           | 2 h 39 min 59 s | 58e     |
| Sultan Haydar  | Marathon             | NC             | NC    | NC           | NC           | 2 h 53 min 57 s | 111e    |
| Meryem Erdogan | Marathon             | NC             | NC    | NC           | NC           | 2 h 54 min 04 s | 112e    |
| Özlem Kaya     | 3 000 mètres steeple | 9 min 32 s 03  | 9e    | NC           | NC           | Eliminé         | Eliminé |
| Meryem Akda    | 3 000 mètres steeple | 9 min 50 s 28  | 14e   | NC           | NC           | Eliminé         | Eliminé |
| Tuğba Güvenç   | 3 000 mètres steeple | 9 min 49 s 93  | 14e   | NC           | NC           | Eliminé         | Eliminé |

## Aviron
Légende: FA = finale A (médaille) ; FB = finale B (pas de médaille) ; FC = finale C (pas de médaille) ; FD = finale D (pas de médaille) ; FE = finale E (pas de médaille) ; FF = finale F (pas de médaille) ; SA/B = demi-finales A/B ; SC/D = demi-finales C/D ; SE/F = demi-finales E/F ; QF = quarts de finale; R= repêchage
| Athlète                     | Compétition                        | Séries        | Séries | Repêchage     | Repêchage | Demi-finales  | Demi-finales | Finale        | Finale |
| Athlète                     | Compétition                        | Temps         | Rang   | Temps         | Rang      | Temps         | Rang         | Temps         | Rang   |
| --------------------------- | ---------------------------------- | ------------- | ------ | ------------- | --------- | ------------- | ------------ | ------------- | ------ |
| Hüseyin Kandemir Cem Yılmaz | Deux de couple poids légers hommes | 6 min 41 s 67 | 5 R    | 7 min 13 s 49 | 5 SC/D    | 7 min 24 s 14 | 2 FC         | 6 min 47 s 06 | 16     |

## Badminton
| Athlète     | Compétition  | Phase de groupes          | Phase de groupes           | Phase de groupes | Phase de groupes | 1/8 de finale    | Quarts de finale | Demi-finales     | Finale           | Finale   |
| Athlète     | Compétition  | Adversaire Score          | Adversaire Score           | Adversaire Score | Rang             | Adversaire Score | Adversaire Score | Adversaire Score | Adversaire Score | Rang     |
| ----------- | ------------ | ------------------------- | -------------------------- | ---------------- | ---------------- | ---------------- | ---------------- | ---------------- | ---------------- | -------- |
| Özge Bayrak | Simple dames | bat Cicognini 21-14, 21-9 | battue par Bae 11-21, 7-21 | NC               | 2e Gr. I         | Éliminée         | Éliminée         | Éliminée         | Éliminée         | Éliminée |

## Basket-ball

### Tournoi féminin
La sélection féminine turque se qualifie en terminant dans le top 5 du Tournoi préolympique de basket-ball féminin 2016.

## Cyclisme

### Cyclisme sur route
| Athlète     | Compétition             | Temps              | Rang |
| ----------- | ----------------------- | ------------------ | ---- |
| Ahmet Orken | Course en ligne hommes  | non terminé        | NC   |
| Ahmet Orken | Contre-la-montre hommes | 1 h 27 min 37 s 41 | 34e  |
| Onur Balkan | Course en ligne hommes  | non terminé        | NC   |

## Haltérophilie
Le 9 août, Daniýar Ismaýilov remporte une médaille d'argent en moins de 69 kg.

## Lutte

### Lutte gréco-romaine
Le 15 août, Rıza Kayaalp remporte une médaille d'argent en moins de 130 kg. Le 16 août, Cenk İldem remporte une médaille de bronze en moins de 98 kg.

### Lutte libre
Le 19 août, Soner Demirtaş remporte une médaille de bronze en moins de 74 kg. Le 20 août, Taha Akgül remporte une médaille d'or en moins de 125 kg et Selim Yaşar une médaille d'argent en moins de 86 kg.

## Natation
| Athlète                | Épreuve       | Séries        | Séries | Demi-finales | Demi-finales | Finale   | Finale   |
| Athlète                | Épreuve       | Temps         | Rang   | Temps        | Rang         | Temps    | Rang     |
| ---------------------- | ------------- | ------------- | ------ | ------------ | ------------ | -------- | -------- |
| Viktoriya Zeynep Güneş | 400 m 4 nages | 4 min 41 s 79 | 18e    | NC           | NC           | Éliminée | Éliminée |

| Athlète     | Épreuve     | Séries        | Séries | Demi-finales | Demi-finales | Finale   | Finale   |
| Athlète     | Épreuve     | Temps         | Rang   | Temps        | Rang         | Temps    | Rang     |
| ----------- | ----------- | ------------- | ------ | ------------ | ------------ | -------- | -------- |
| Nezir Karap | 400 m libre | 3 min 58 s 37 | 43e    | NC           | NC           | Éliminée | Éliminée |

## Taekwondo
Le 19 août, Nur Tatar remporte une médaille de bronze en moins de 67 kg.

## Tir à l'arc
| Athlète             | Compétition       | Tour préliminaire | Tour préliminaire | 1er tour                   | 2e tour                             | 3e tour          | Quarts de finale | Demi-finales     | Match pour la médaille de bronze | Match pour la médaille de bronze | Finale           | Finale |
| Athlète             | Compétition       | Score             | Rang              | Adversaire Score           | Adversaire Score                    | Adversaire Score | Adversaire Score | Adversaire Score | Adversaire Score                 | Rang                             | Adversaire Score | Rang   |
| ------------------- | ----------------- | ----------------- | ----------------- | -------------------------- | ----------------------------------- | ---------------- | ---------------- | ---------------- | -------------------------------- | -------------------------------- | ---------------- | ------ |
| Mete Gazoz          | Individuel hommes | 661               | 29e               | Bat Pierre Plihon 6 - 5    | Battu par Sjef van den Berg 3 - 7   | non qualifié     | non qualifié     | non qualifié     | non qualifié                     | non qualifié                     | non qualifié     | 20e    |
| Yasemin Ecem Anagöz | Individuel femmes | 648               | 25e               | Bat Karina Lipiarska 5 - 5 | Battue par Alejandra Valencia 5 - 5 | non qualifiée    | non qualifiée    | non qualifiée    | non qualifiée                    | non qualifiée                    | non qualifiée    | 17e    |